# Fermat–Catalans förmodan
Inom talteori är Fermat–Catalans förmodan en generalisering av Fermats stora sats och Catalans förmodan. Antagandet säger att ekvationen
{\displaystyle a^{m}+b^{n}=c^{k}}
endast har ändligt många lösningar ({\textstyle a}, {\textstyle b}, {\textstyle c}, {\textstyle m}, {\textstyle n}, {\textstyle k}) med distinkta tripletter av värden ({\textstyle a^{m}}, {\textstyle b^{n}}, {\textstyle c^{k}}) där {\textstyle a}, {\textstyle b}, {\textstyle c} är positiva relativt prima heltal och {\textstyle m}, {\textstyle n}, {\textstyle k} är positiva heltal som tillfredsställer
{\displaystyle {\frac {1}{m}}+{\frac {1}{n}}+{\frac {1}{k}}<1}.
Ojämlikheten mellan {\textstyle m}, {\textstyle n} och {\textstyle k} är en nödvändig del av antagandet. Utan den skulle det finnas oändligt många lösningar.

## Kända lösningar
Sedan 2015 har följande lösningar hittats som tillfredsställer båda ekvationerna:
{\displaystyle 1^{m}+2^{3}=3^{2}\;} (för {\displaystyle m>6})
{\displaystyle 2^{5}+7^{2}=3^{4}}
{\displaystyle 7^{3}+13^{2}=2^{9}}
{\displaystyle 2^{7}+17^{3}=71^{2}}
{\displaystyle 3^{5}+11^{4}=122^{2}}
{\displaystyle 33^{8}+1\ 549\ 034^{2}=15\ 613^{3}}
{\displaystyle 1\ 414^{3}+2\ 213\ 459^{2}=65^{7}}
{\displaystyle 9\ 262^{3}+15\ 312\ 283^{2}=113^{7}}
{\displaystyle 17^{7}+76\ 271^{3}=21\ 063\ 928^{2}}
{\displaystyle 43^{8}+96\ 222^{3}=30\ 042\ 907^{2}}